# SsangYong Rodius
O SsangYong Rodius (em coreano: 쌍용 로디우스) é um automóvel lançado no final de 2004 pela montadora sul-coreana SsangYong. Rodius é uma junção das palavras road (estrada em inglês) e Zeus, com a intenção de significar "Senhor da Estrada". Considerado uma minivan, estava disponível em configurações de 7, 9 e 11 bancos (3 ou 4 fileiras), uma versão com 5 bancos também estava disponível em Hong Kong. Os bancos podem ser dobrados para serem usados como mesas, ou dobrados novamente  para aumentar o espaço do porta-malas. Eles podem, ainda, serem virados, incentivando a coversa, e deslizados para frente e para trás.

## Primeira geração (2004-2013)

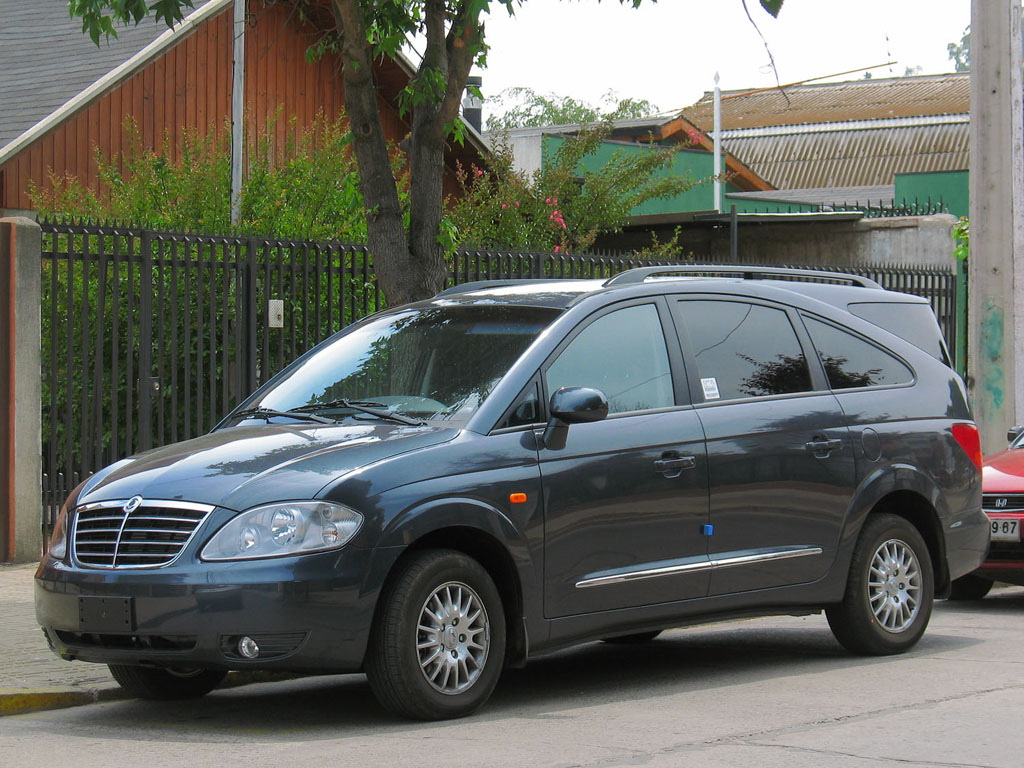
Primeira geração (pós-facelift)

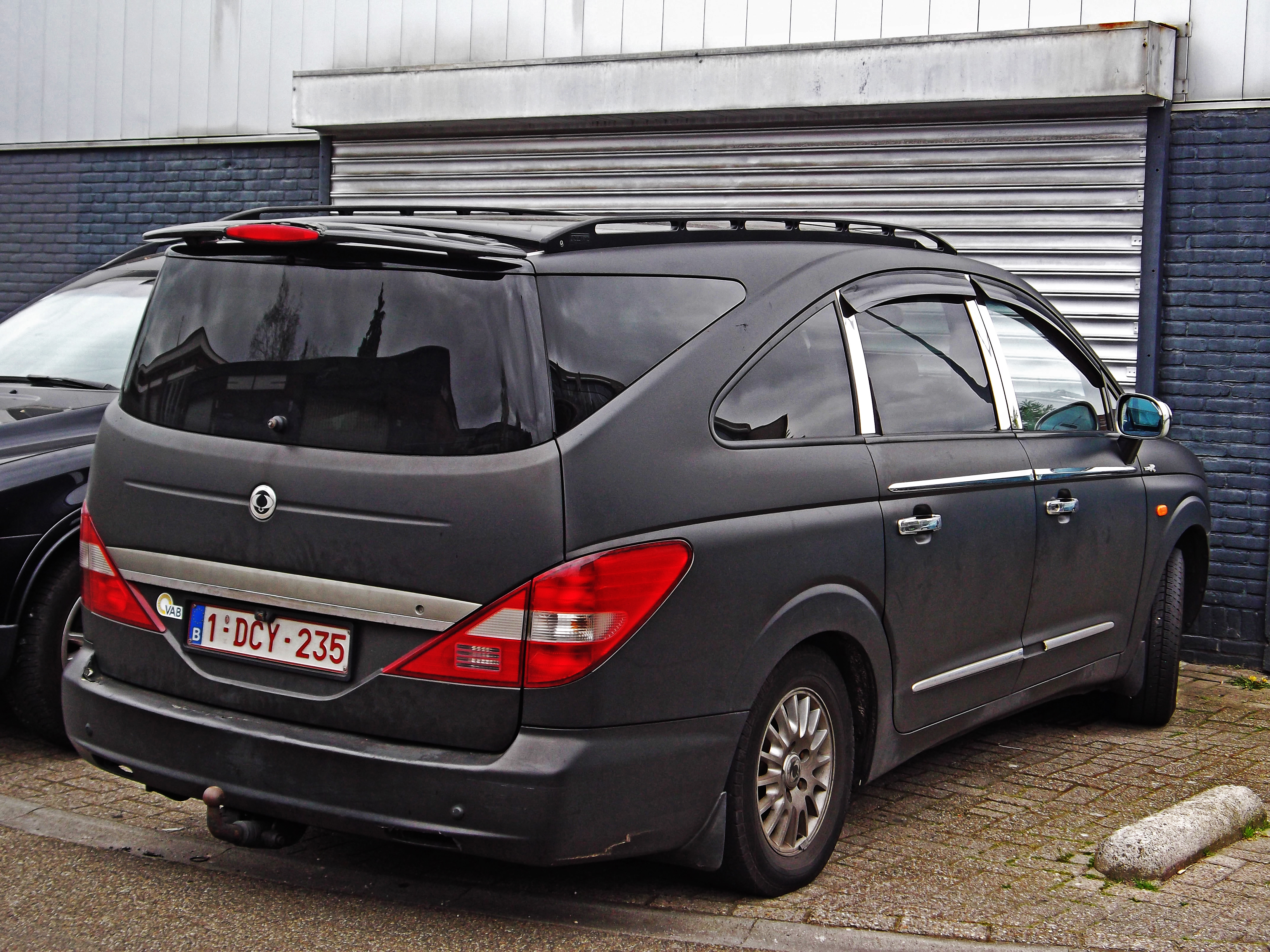
Traseira

O Rodius vinha com os motores 3.2 de 6 cilindros a gasolina e 2.7 de 5 cilindros diesel common-rail, licenciados pela Mercedes-Benz. O motor a diesel foi criticado por ser ultrapassado e datado, mas elogiado pela mecânica robusta da Mercedes.
O carro foi desenhado por Ken Greenley, ex-diretor da faculdade de design automotivo de Seul. O objetivo do design era capturar a essência de um iate de luxo.
Em agosto de 2008, o Rodius recebeu um facelift que reduziu as críticas em relação a sua aparência, mas ainda assim foi amplamente criticado. Após isso, devido à baixa popularidade, o Rodius foi descontinuado na Europa sem um sucessor direto em 31 de dezembro de 2011. No entanto, em 2 de julho de 2012, o Rodius voltou com um nome novo: Rodius Euro que vinha com o motor a diesel e-XDi200 que produzia 155 cavalos de potência, disponível tanto com uma transmissão manual de 6 marchas quanto com uma transmissão 5G-Tronic automática da Mercedes-Benz. A transmissão manual foi criticada por avaliadores devido à má-qualidade das trocas de marcha.
O carro foi criticado em seu lançamento por vários avaliadores pela sua baixa qualidade de construção, dirigibilidade,  refinamento, emissões, desempenho, segurança, conforto e acabamento interno, mas elogiado pelo seu espaço, praticidade, custo-benefício, baixo preço, número de assentos, pós-venda, a disponibilidade da tração integral, mecânica Mercedes-Benz e termos de garantia generosos. Muitos foram usados como taxis de aeroporto devido ao período de garantia e ao grande espaço interno, o que permitia ao carro transportar uma família inteira junto com suas bagagens. Em 2015, o Rodius de primeira geração tornou-se um dos carros mais populares no circuito de Banger racing por conta do seu centro de gravidade elevado e alta resistência a colisões. Isto fez com que o carro fosse proibido de participar das competições em 2017, o segundo veículo a ser banido da modalidade depois do Chrysler Imperial em 2016.

### Aparência e estilo
Na mídia, o carro recebeu algumas avaliações negativas de sua aparência, com muitas o descrevendo como o 'carro mais feio de todos os tempos'. O design foi descrito por críticos e especialistas da época como de 'aparência desajeitada', 'curioso', 'barrigudo', 'abismal', 'distinto',, 'desafiador', 'horroroso', 'controverso', 'excêntrico', 'revoltante', 'estranho', 'esquisito', 'inusitado', 'nojento', um 'insulto ocular', com uma 'cara de tonto', com uma traseira 'enorme e desajeitada', com 'rodas de carrinhos de supermercado' e 'com faróis e grade grotescamente grandes'.
O seu design também foi notavelmente condenado pelo Top Gear por conta das calotas e da 'frente derretida', dizendo que 'As regras que definem o que é feio foram reescritas'.. Posteriormente, em 2009, o carro ganhou o prêmio 'WTF' da revista Top Gear, que disse que ele 'parece que tomou uma garrafada numa briga de bar e foi costurado de volta por um cego'. Jeremy Clarkson descreveu o carro como uma 'junção desgraçada' de um cupê e uma van de mudança, com 'rodas... do tamanho de Smarties', enquanto Richard Hammond o chamou de 'meio feio'.
Devido a sua aparência, o carro foi rapidamente apelidado de 'Odious Rodius' (trocadilho com a palavra 'odioso' em inglês) por jornalistas automotivos, alguns deles o descrevendo como um 'hipopótamo surpreso' que era 'tão feio que podia assustar criancinhas'. O carro foi eleito pelos leitores da The Daily Telegraph como o carro mais feio nas ruas, com 29% dos votos, comentando que 'seria chamado de feio até pela própria mãe'. Na Austrália, o carro foi descrito pelo The Sydney Morning Herald como parecendo um 'ponto de ônibus em colapso', e pela Wheels como 'tendo um rosto parecendo uma calcinha queimada'.
Em resposta às críticas, a SsangYong negou que o carro era feio, e afirmou que o veículo 'tinha um forte apelo emocional que iria fazê-lo o centro das atenções onde quer que ele vá'.

Em 2017, o Top Gear tentou realizar as aspirações de design de Greenley combinando um Rodius pré-facelift com um chassi de barco para criar um iate de luxo, que eles chamaram de 'SsangYacht'. Ele foi testado no porto de Mônaco e avaliado pelo apresentador Eddie Jordan para a revista Boat International.

## Segunda geração (2013-2019)

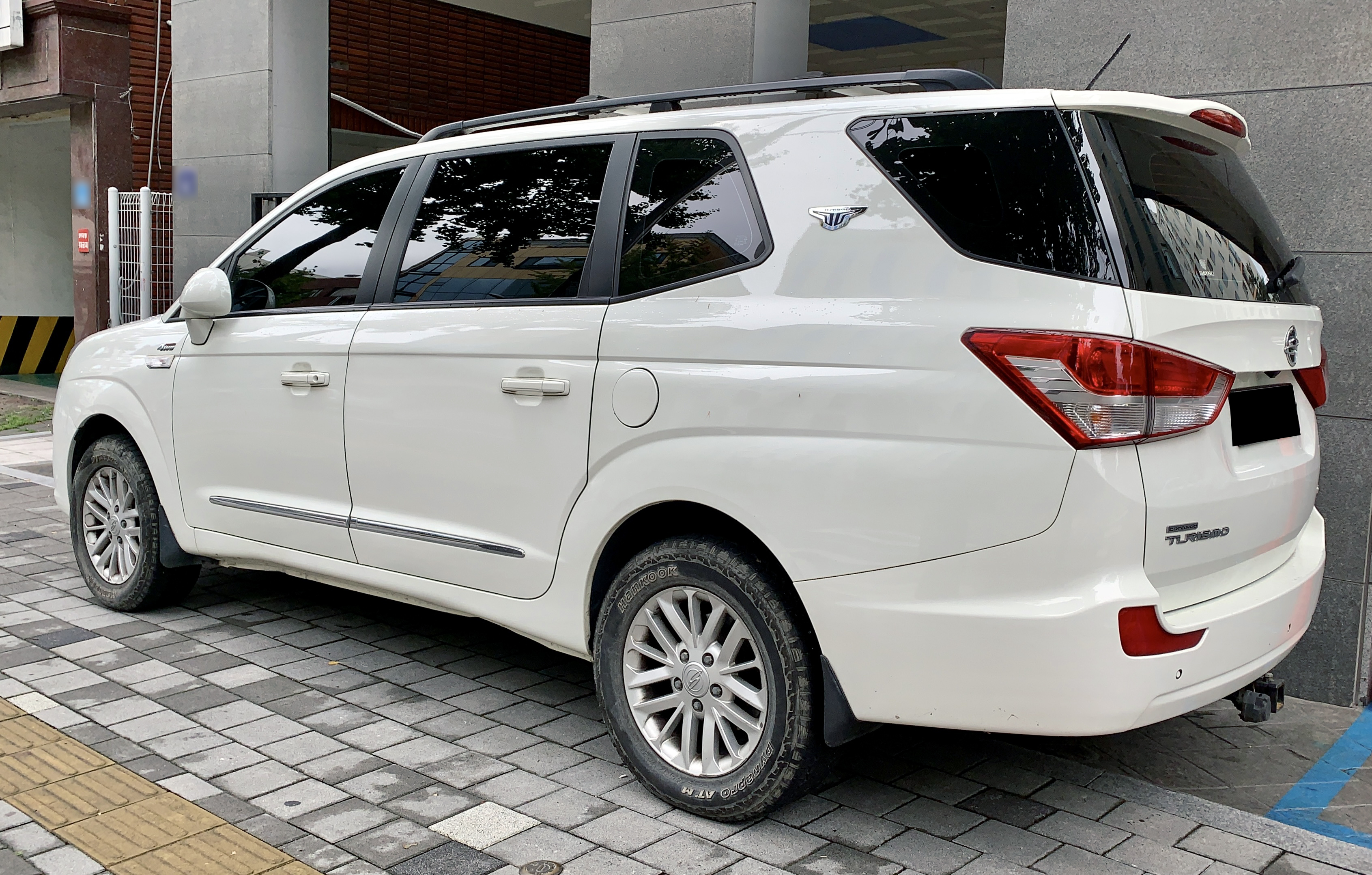
Second generation Turismo (Rodius) rear

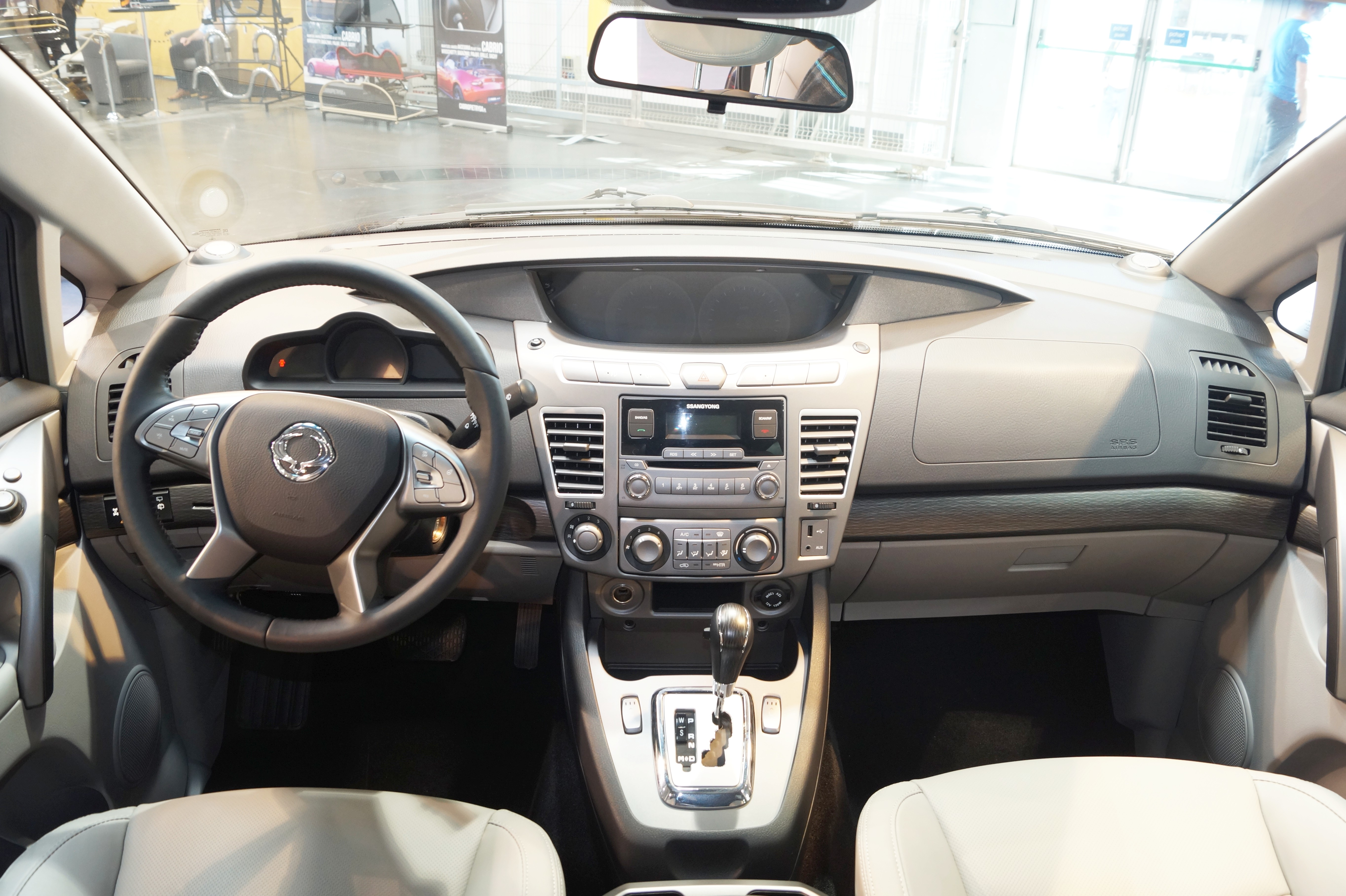
Second generation Rodius interior

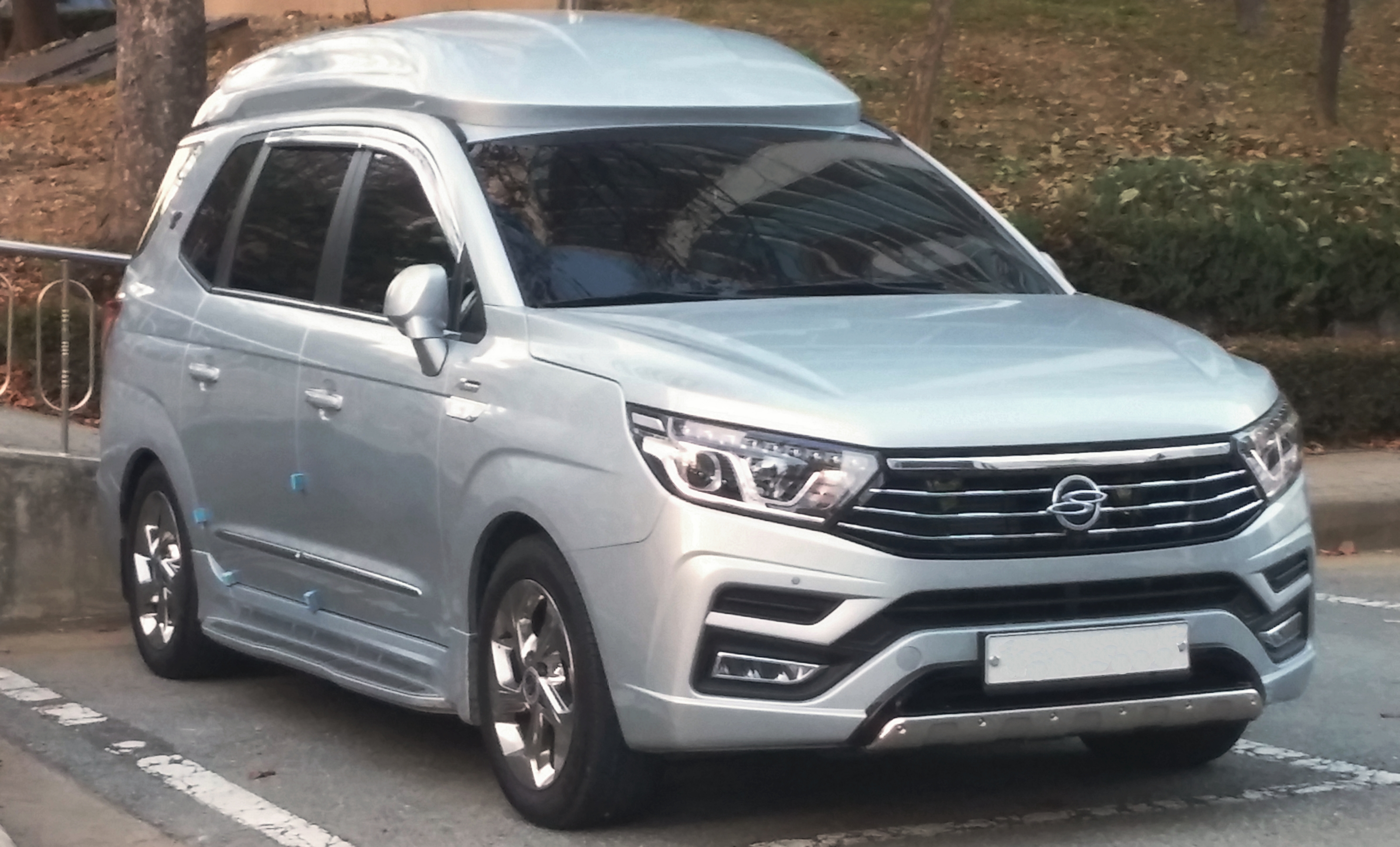
Second generation Rodius facelift

A segunda geração do Rodius, chamada de Korando Turismo (em coreano: 코란도 투리스모) na Coreia do Sul, foi revelada em 5 de fevereiro de 2013 e foi mostrada pela primeira vez no Geneva Motor Show daquele mesmo ano, com as vendas iniciando logo após. O novo modelo vinha com configurações de nove, dez ou onze bancos (além das variantes padrões de 5 e 7 bancos) e oferece 3 240 litros de volume de carga. O motor é um 2.0 turbo diesel, em conjunto tanto com um câmbio manual de 6 velocidades ou um câmbio automático de 5 velocidades da Mercedes-Benz. A partir de 2016 o câmbio automático foi atualizado para um de 7 velocidades, também está em conformidade com o padrão Euro VI de emissões. O carro é baseado na mesma plataforma do seu antecessor.
Essa geração foi vendida no Reino Unido como Turismo devido a recepção negativa que o modelo anterior recebeu no país em relação ao seu design.
Em março de 2014, a segunda geração do Stavic foi premiada “O Carro do Ano de 2014 – Melhor Design de Minivan” pela Grand Prix, a mais famosa revista automotiva da Tailândia, no 35º Salão Internacional do Automóvel de Bangkok. O seu design foi elogiado como uma melhora significativa em relação ao seu antecessor.
Em julho de 2018, o último facelift foi lançado com faróis menores, uma nova grade dianteira, um novo parachoque frontal, um capô redesenhado, paralamas dianteiros redesenhados, um novo volante e uma nova central multimídia.
Em 2019, a SsangYong descontinuou o Rodius/Stavic, com nenhum sucessor em vista, tendo como justificativa as baixas vendas e a implementação do padrão de emissões Euro 6D-Temp, já que  ambos os motores a diesel 2.0 e-XDI 200 I4 e o 2.2 e-XDI 220 I4 oferecidos no Rodius, eram incapazes de se adequarem aos padrões de emissões. A descontinuação do Rodius vai permitir à Ssangyong focar mais nos crossovers, SUVs e caminhonetes.